# Barueh
Barueh is een bestuurslaag in het regentschap Aceh Besar van de provincie Atjeh, Indonesië. Barueh telt 343 inwoners (volkstelling 2010).